# Akayogo
Akayogo är ett periodiskt vattendrag i Burundi.   Det ligger i provinsen Ruyigi, i den centrala delen av landet, 110 kilometer öster om huvudstaden Bujumbura.
Omgivningarna runt Akayogo är en mosaik av jordbruksmark och naturlig växtlighet. Runt Akayogo är det ganska tätbefolkat, med 155 invånare per kvadratkilometer.